# Papieski Komitet Nauk Historycznych
Papieski Komitet Nauk Historycznych (łac. Pontificius Comitatus de Scientiis Historicis) – instytucja Kurii Rzymskiej zrzeszająca ekspertów z dziedziny historii, zarówno duchownych jak i świeckich. Zajmuje się badaniami historycznymi ze szczególnym uwzględnieniem historii Kościoła i papiestwa. Wydaje publikacje naukowe oraz organizuje szereg kongresów, konferencji, sympozjów i spotkań studyjnych związanych z tematyką historyczną. Papieski Komitet Nauk Historycznych jest członkiem Międzynarodowej Komisji Nauk Historycznych.
Obecnie liczy 28 członków.

## Historia
Gdy w 1879 papież Leon XIII otworzył dla naukowców Tajne Archiwa Watykanu powstała potrzeba powołania organu Stolicy Apostolskiej zajmującego się studiami historycznymi. Papież ten listem apostolskim Saepenumero considerantes z 18 sierpnia 1883 powołał Komisję Kardynałów ds. Badań Historycznych. W 1938 Stolica Apostolska przystąpiła do Międzynarodowej Komisji Nauk Historycznych.
7 kwietnia 1954 papież Piusa XII utworzył Papieski Komitet Nauk Historycznych, który przejął prowadzenie badań historycznych na Watykanie.

## Zarząd

### Przewodniczący
- ks. Pio Paschini (1954–1962)  Włoch
- ks. Michele Maccarrone (1963–1989)  Włoch
- ks. Victor Saxer (1989–1998)  Francuz
- ks. Walter Brandmüller (1998–2009)  Niemiec
- ks. Bernard Ardura OPraem (2009–2023)  Francuz
- ks. Marek Inglot SJ (od 2023)  Polak

### Sekretarze
- ks. Michele Maccarrone (1954–1963)  Włoch
- ks. José Ruysschaert (1963–1973)
- ks. Amato Pietro Frutaz (1973–1980)  Włoch
- ks. Raffaele Farina SDB (1981–1989)  Włoch
- ks. Vittorino Grossi OSA (1989–2002)  Włoch
- ks. Cosimo Semeraro SDB (2002–2013)  Włoch
- ks. Luigi Michele De Palma (2013–2023)  Włoch
- dr Pierantonio Piatti (od 2023)  Włoch